# Nordkirchen
Nordkirchen è un comune della Renania Settentrionale-Vestfalia, in Germania nord-occidentale.
Appartiene al distretto governativo (Regierungsbezirk) di Münster e al circondario di Coesfeld (targa COE). 
È sede universitaria dal 1959, specializzata in campo finanziario, che ha sede nel grandioso castello e nell'adiacente parco (oltre 1000 ettari)

## Monumenti e luoghi d'interesse
Da vedere, nei dintorni, il Castello di Nordkirchen, castello barocco del XVIII secolo (1703-1734), uno dei più grandi della Germania (oggi sede universitaria), costruito da due Principi-vescovi della diocesi di Munster appartenenti alla famiglia dei Conti Plettenberg finché non passò ai Principi Esterhazy e poi ai Duchi membri del Casato di Arenberg.